# Clara Badia Bogner
Clara Badia Bogner   (Terrassa, 5 de febrer de 1998) és una jugadora catalana d'hoquei herba que juga tant de migcentre com d'interior. El 2023 va tornar a l'Atlètic Terrassa després de passar quatre anys al Mannheimer HC alemany.

## Trajectòria

L'Atlètic Terrassa Hockey Club és un club esportiu històric de la ciutat de Terrassa que es va fundar com a club d'hoquei sobre herba,

Va jugar a les categories inferiors de l'Atlètic Terrassa, abans de fer el salt al primer equip on va estar quatre anys. Després va fitxar pel Mannheimer HC alemany, on va estar quatre anys més en què va assolir dos subcampionats i un títol de la lliga, el 2023. Durant aquest període va disputar quatre finals amb la modalitat d'hockey sala, dues finals alemanyes i dues europees. El mateix 2023 va decidir tornar a l'Atlètic Terrassa. A banda de la pràctica esportiva, també va decidir tornar per posar-se a estudiar per advocada.
La seva participació en les competicions internacionals de seleccions va començar amb la selecció espanyola sub-21. Amb la selecció espanyola absoluta va debutar el 4 de febrer de 2022 contra els Països Baixos a València, un campionat que van guanyar. Va ser una dels esportistes dels Països Catalans als Jocs Olímpics d'Estiu de 2024, seleccionada pel torneig d'hoquei herba de Jocs Olímpics de París 2024. Les Red Stick van arribar als quarts de final, on van ser eliminades pel conjunt belga.